# Merremia thorelii
Merremia thorelii är en vindeväxtart som först beskrevs av François Gagnepain, och fick sitt nu gällande namn av Staples. Merremia thorelii ingår i släktet Merremia och familjen vindeväxter. Inga underarter finns listade i Catalogue of Life.